# الحزب الشيوعي الليبي
حزب الشيوعي الليبي (بالإنجليزية: Libyan Communist Party)‏ هو حزب سياسي ليبي، أسس في العقد 1940.

## أعضاء بارزون
- كود سباركل
- تحديث القائمة